# 格拉夫達爾峰
61°31′22″N 8°07′03″E / 61.52278°N 8.11750°E
格拉夫達爾峰是挪威的山峰，位於該國西南部韋斯特蘭郡，處於呂斯特，距離首都奧斯陸230公里，屬於尤通黑門山脈的一部分，海拔高度2,112米。